# 922

سنة 922 كانت سنة بسيطة تبدأ يوم الثلاثاء (سوف يظهر الرابط التقويم الكامل للعام) حسب التقويم اليولياني.

## مواليد
- ابن أبي زيد القيرواني
- أبو حيان التوحيدي

## وفيات
- 26 مارس- منصور الحلاج، كاتب صوفيّ
- كراع النمل
- أبو علي الصواف